# Thierry Cayman
Thierry Cayman (Brussel, 1 januari 1962) is een Belgisch striptekenaar.

## Carrière
Cayman studeerde aan het Saint-Gilles-instituut, waar hij onder meer les kreeg van Eddy Paape. Hij maakte zijn debuut in de stripwereld met twee korte verhalen op scenario van Yves Duval voor het weekblad Kuifje in 1984. In de daarop volgende jaren volgden meerdere korte verhalen. In 1989 begon Cayman met scenarist Michel de Bom aan de zich in de middeleeuwen afspelende serie Sylvain de Rochefort in het blad Hello Bédé, waarvan het eerste album verscheen in 1990 bij Le Lombard. In 1995-1996 tekende Cayman drie albums in de serie Godefroy de Bouillon op scenario van Claude Rappé voor Éditions Hélyode en Claude Lefrancq Éditeur. Toen deze laatstgenoemde uitgever failliet ging, ging Cayman aan de slag als illustrator voor Éditions Hemma en als storyboardartiest voor reclamefilmpjes.
In de periode 2002-2006 tekende Cayman de serie S.T.A.R. op scenario van Patrick Delperdange bij uitgeverij Casterman. Met Delperdange maakte hij in 2006 de one-shot western Partie de plaisir.
In 2006 werd Cayman betrokken bij reeksen bedacht door Jacques Martin. Hij tekende de achtergronden voor het album De meester van het atoom in de reeks Lefranc, dat werd getekend door André Taymans en Erwin Drèze. In 2008 tekende Cayman het album De heksen in de reeks Tristan op scenario van Hugues Payen. In 2011 volgde het album De hertog van Bourgondië in dezelfde reeks.
- Bibliothèque nationale de France: cb137618501 (data)
- Gemeinsame Normdatei: 1227751303
- International Standard Name Identifier: 0000 0003 9868 9223
- Nederlandse Thesaurus van Auteursnamen: 075238926
- Système universitaire de documentation: 169236951
- Virtual International Authority File: 267996110
- WorldCat: E39PBJyhh4dkXcGyqxXbqp3PcP